# Urophora sinica
Urophora sinica är en tvåvingeart som först beskrevs av Zia 1938.  Urophora sinica ingår i släktet Urophora och familjen borrflugor. Inga underarter finns listade i Catalogue of Life.